# Noel Clarke
Pour les articles homonymes, voir Clarke.
 (janvier 2018).
Si vous disposez d'ouvrages ou d'articles de référence ou si vous connaissez des sites web de qualité traitant du thème abordé ici, merci de compléter l'article en donnant les références utiles à sa vérifiabilité et en les liant à la section « Notes et références ».
Noel Clarke, né le 6 décembre 1975 à Londres, est un acteur, réalisateur et scénariste britannique.
Il est surtout connu pour avoir joué Wyman Norris dans la série anglaise Auf Wiedersehen, Pet (en) et Mickey Smith dans Doctor Who. Clarke a écrit le scénario de Kidulthood, il a réalisé et joué dans la suite, Adulthood (en). Clarke a étudié les médias à l'Université du nord de Londres avant d'aller prendre des cours de théâtre à Londres. Clarke a remporté un BAFTA Orange Rising Star Award en 2009.

## Carrière
Clarke a eu des rôles récurrents à la télévision comme Wyman Norris dans la série Auf Wiedersehen, Pet (2002-2004) et comme Mickey Smith dans les deux premières saisons de la série de science-fiction Doctor Who (2005-2006). Il a notamment été le premier compagnon noir dans l'épisode L'École des retrouvailles et a repris son rôle de Mickey dans l'épisode La Fin du voyage en 2008 et en 2010 dans La Prophétie de Noël, 2de partie, et a également joué dans la série audio Doctor Who Dalek Empire: The Fearless, en 2007.
Son travail comprend d'autres apparitions télévisées dans Casualty et Metrosexuality. Il a également été sur la scène, et a remporté le Laurence Olivier Awards pour le « plus prometteur » en 2003 pour sa performance dans la pièce Where Do We Live au Royal Court Theatre.
Clarke a joué dans le film Doghouse, réalisé par Jake West et produit par Carnaby Films International. Le film a été tourné principalement en Midhurst, un petit village dans le West Sussex, sur la base de l'ancien hôpital King Edward VII.
Clarke a commencé sa carrière d'écrivain en 2005 quand il a écrit le scénario du film Kidulthood qui a été publié en 2006. Il a également réalisé et joué dans la suite, Adulthood (en), qui a été publié en 2008.
En 2008, il a joué dans le clip du single Invaders Must Die de The Prodigy.
En 2009, Clarke a reçu un prix BAFTA de la catégorie d'Orange Rising Star Award. À la suite de la réussite de Kidulthood, d'Adulthood, et de sa victoire BAFTA, il a été classé au numéro 83 dans le MediaGuardian 100, un classement annuel des gens des médias dans The Guardian.
Clarke a travaillé avec la BBC Blast, un projet pour les adolescents, qui vise à inspirer et inciter les gens à être créatifs. Peu de temps après sa victoire au BAFTA, il a donné une conférence destinée à inspirer les jeunes en leur disant « d'élargir votre esprit ».
En 2021, le journal The Guardian a publié des accusations d’inconduite sur 20 femmes qui avaient travaillé avec Clarke. En mars 2022, il a été décidé qu’il n’y avait pas suffisamment de preuves à l’appui de ces allégations et qu’il n’y aurait donc pas d’enquête plus approfondie sur l’affaire.

## Filmographie
Sauf indication contraire, les informations mentionnées dans cette section peuvent être confirmées par la base de données cinématographiques IMDb,  présente dans la section « Liens externes ».

### Comme acteur
- 1999 : Native (court-métrage) : Victor
- 1999 : Take 2 (court-métrage) : Jamal / Cornelius
- 1999 : Metrosexuality (série télévisée) : Kwame O'Rielly
- 2000 : The Bill (série télévisée) : Lennie Cox
- 2001 : Judge John Deed (série télévisée) : Adam
- 2001 : Meurtres en sommeil (Waking the Dead) (série télévisée) : Harry
- 2001 : Casualty (série télévisée) : Danny Oldfield
- 2002 : The Last Angel (court-métrage) : Kid
- 2002 : Licks (court-métrage) : David
- 2002 - 2004 : Auf Wiedersehen, Pet (série télévisée) : Wyman Norris
- 2003 : Aventure et associés (série télévisée) : Mike Reed
- 2003 : Doctors (série télévisée) : Jim Baker
- 2003 : Seule la mort peut m'arrêter (I'll Sleep When I'm Dead) : Cyril
- 2004 : Holby City (série télévisée) : Shaun O'Connor
- 2004 : Inspecteur Frost (série télévisée) : Kenny
- 2005 - 2010 : Doctor Who (série télévisée) : Mickey Smith / Ricky Smith
- 2005 - 2010 : Doctor Who Confidential (série télévisée) : lui-même
- 2006 : Plastic (court-métrage) : Jock
- 2006 : Kidulthood : Sam Peel
- 2006 : Tardisodes (série télévisée) : Mickey Smith / Ricky Smith
- 2006 : Jane Hall (en) (série télévisée) : Steve Heaney
- 2007 : Dubplate drama (série télévisée) : Mike, le directeur d'auberge
- 2007 : The Weakest Link (série télévisée) : lui-même
- 2008 : West 10 LDN (téléfilm) : Michael
- 2008 : Adulthood (en) : Sam Peel
- 2009 : Heartless : A.J.
- 2009 : Doghouse : Mikey
- 2009 : Centurion : Macros
- 2009 : Sex & Drugs & Rock & Roll : Desmond
- 2009 : Huge : Clark
- 2010 : 4.3.2.1 : Tee
- 2011 : Carcéral: Dans l'enfer de la taule : Truman
- 2012 : What If (court-métrage) : The Angel
- 2013 : Star Trek Into Darkness : Thomas Harewood
- 2014 : Chasing Shadows (mini-série télévisée) : inspecteur Carl Prior
- 2014 : S.A.S. Section d'assaut (en) : Carter
- 2016 : Brotherhood (en) : Sam Peel
- 2017 : Outfall (10x10) : Dennis
- 2018 : Mute : Stu
- 2021 : Viewpoint (en) (série télévisée) : DC Martin Young

### Comme réalisateur
- 2006 : Kidulthood
- 2008 : Adulthood (en)
- 2010 : 4.3.2.1 (co-réalisateur)
- 2014 : The Anomaly
- 2016 : Brotherhood (en)

### Comme scénariste
- 2002 : Licks (court-métrage)
- 2006 : Kidulthood
- 2006 : Torchwood (série télévisée) - S1E11 ‹‹ Combat ››
- 2008 : West 10 LDN (téléfilm)
- 2008 : Adulthood (en)
- 2010 : 4.3.2.1

### Comme producteur
- 2002 : Licks (court-métrage)
- 2010 : 4.3.2.1

## Distinctions
Sauf indication contraire, les informations mentionnées dans cette section peuvent être confirmées par la base de données cinématographiques IMDb,  présente dans la section « Liens externes ».

### Récompenses
- Festival du film britannique de Dinard 2006 : meilleur scénario pour Kidulthood
- British Academy Film Awards 2009 : Rising Star Award du meilleur espoir
- National Film Awards 2017 : meilleur long métrage pour Brotherhood (en)
- Screen Nation Awards 2017 : meilleur réalisateur pour Brotherhood (en)

### Nominations
- Festival international du film d'Édimbourg 2014 : Prix du public pour The Anomaly
- National Film Awards 2017 : meilleur réalisateur pour Brotherhood (en)